# Никола Плећаш Нитоња
Никола Плећаш Нитоња (Брувно, 28. јул 1921 — Хилсајд, 13. март 2005) био је поручник Динарске четничке дивизије Југословенске војске у отаџбини и политички емигрант.

## Биографија

### Порекло и предратни живот
Рођен је 28. јула 1921. године у личком селу Брувно, код Грачаца, као прво од седморо деце Данета и Саве. Завршио је основну школу у родном месту и до Другог светског рата је чувао стоку.

### Други светски рат
Нитоња је у устаничке редове против окупације и усташког режима Независне Државе Хрватске, ступио 27. јула 1941. године. Априла 1942. године, његово село Брувно су заузели партизани, па им је и Нитоња пришао и постао водник. Убрзо је постао командир чете, а затим и батаљона Друге бригаде Шесте личке пролетерске дивизије. Рањен је у борби са усташама на Косињу.
Након што је од политичких комесара сазнао да је главни циљ партизанске борбе долазак на власт Комунистичке партије, организовао је мању групу истомишљеника и покушао да пребегне у четнике. Пошто се сазнало за план о бекству, Нитоња је ухапшен, мучен и саслушаван пуна три месеца у Подлапачи.
По окончању саслушања, пребегао је четницима и постао командант Лапачког четничког одреда, затим Четврте бригаде Првог личког корпуса и Комитског одреда. Завршио је официрску школу Динарске четничке дивизије. За показану храброст му је додељена Медаља за храброст, а касније и Карађорђева звезда са мачевима. Указом министра војске, морнарице и ваздухопловства армијског генерала Драгољуба Михаиловића, унапређен је у чин поручника.

### Емиграција
Заједно са припадницима Динарске четничке дивизије, одлази у емиграцију у мају 1945. године. Најпре је смештен у логор Чезена, где је завршио гимназију код Станка Драгосављевића. Септембра 1945. године, премештен је у логор Еболи, где наставља гимназију. Ту се и венчао са Софијом Коком Ђукић.
Наредне године су добили сина Мишу, који је касније био добровољац у америчкој војсци током Вијетнамског рата. Априла 1947. године је пребачен у логор Гросенброде у Немачкој, а касније у логор Минстер и логор Бохолт.
У Сједињене Америчке Државе одлази септембра 1949. године. Живео је Белвуду код Чикага и тамо је 1975. године издао своје ратне мемоаре под називом Пожар у Крајини.
Преминуо је 13. марта 2005. године у Хилсајду. Сахрањен је на манастирском гробљу Манастира Светог Саве у Либертивилу.

## Књиге
- Пожар у Крајини, Чикаго 1975.

## Одликовања
- Орден Карађорђеве звезде са мачевима
- Медаља за храброст